# Milimetr
Milimetr je jednotka délky, značí se mm. Jeden milimetr je tisícina metru: 1 mm = 0,001 m.
Udávání rozměrů v milimetrech je běžné například ve strojnictví. V milimetrech za určitou dobu se také udává množství srážek v meteorologii. Jeden milimetr srážek znamená, že na každý metr čtverečný napršel jeden litr srážek (neboť 1 mm × 1 m² = 0,001 m³ = 1 l).